# Хозин, Александр Григорьевич
Алекса́ндр Григо́рьевич Хо́зин (род. 11 января 1962) — российский дипломат. Чрезвычайный и полномочный посланник 1 класса (2025).

## Биография
Окончил Военный Краснознамённый институт Министерства обороны СССР в 1984 году. Кандидат политических наук. Владеет хинди и английским языками. На дипломатической работе с 1992 года.
В 2006—2008 годах — начальник отдела во Втором департаменте Азии МИД России.
В 2008—2013 годах — советник-посланник Посольства России в Непале.
В 2013—2017 годах — советник-посланник Посольства России в Пакистане.
С 25 августа 2017 по апрель 2022 года — генеральный консул России в Карачи (Пакистан).
В 2022—2024 годах — заместитель директора Второго департамента Азии МИД России.
С 30 октября 2024 года — чрезвычайный и полномочный посол Российской Федерации в Бангладеш.

## Дипломатический ранг
- Чрезвычайный и полномочный посланник 2 класса (10 февраля 2012)[2].
- Чрезвычайный и полномочный посланник 1 класса (10 февраля 2025)[3].